# Tragocephala mima
Tragocephala mima là một loài bọ cánh cứng trong họ Cerambycidae.